# Basílica de Nuestra Señora de la Soledad (Oaxaca)

Imagen de la Virgen de la Soledad en Oaxaca de Juárez

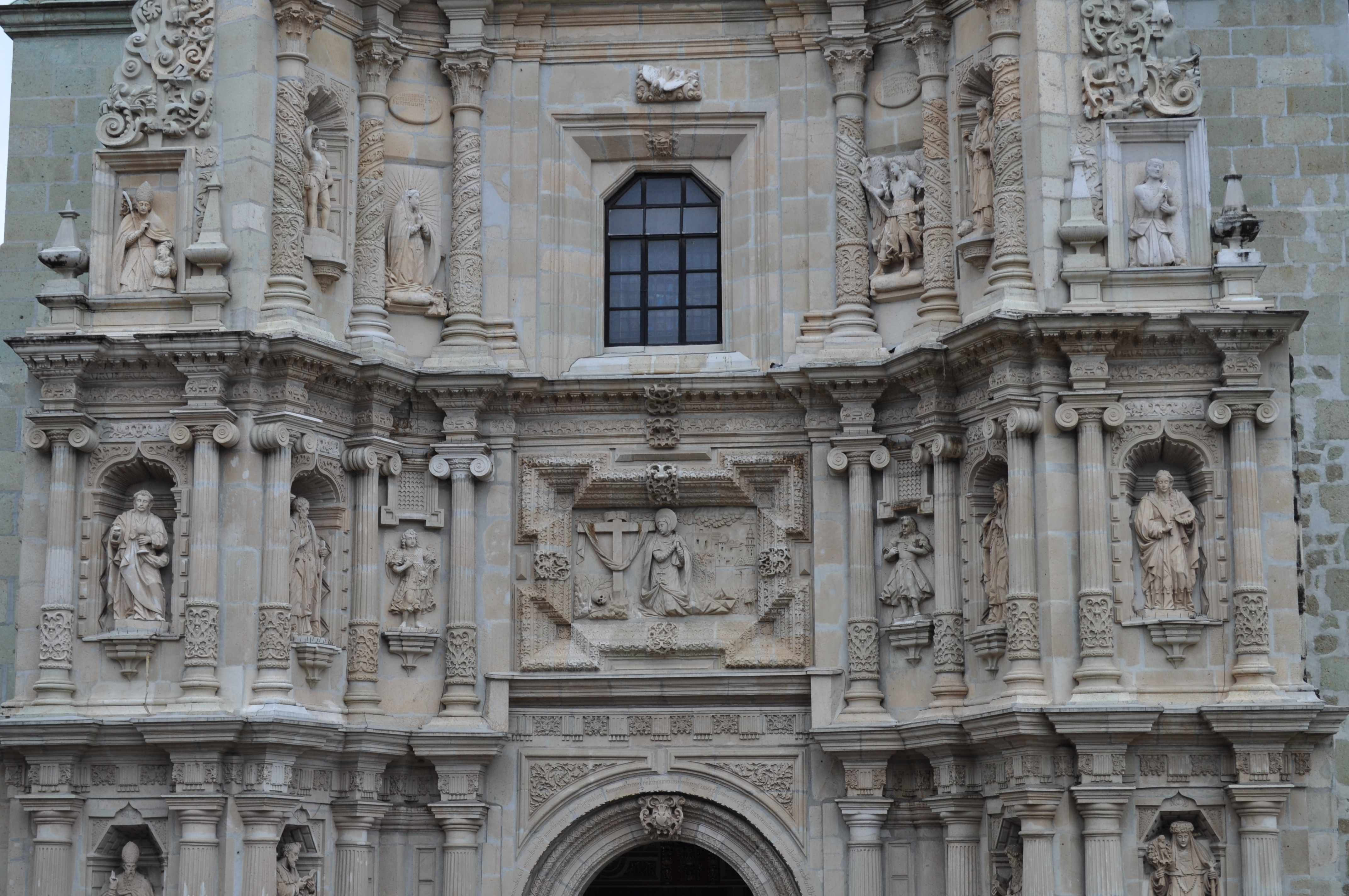
En el centro de la fachada, la imagen de la Virgen María, arrodillada y llorosa, al pie de la Santa Cruz

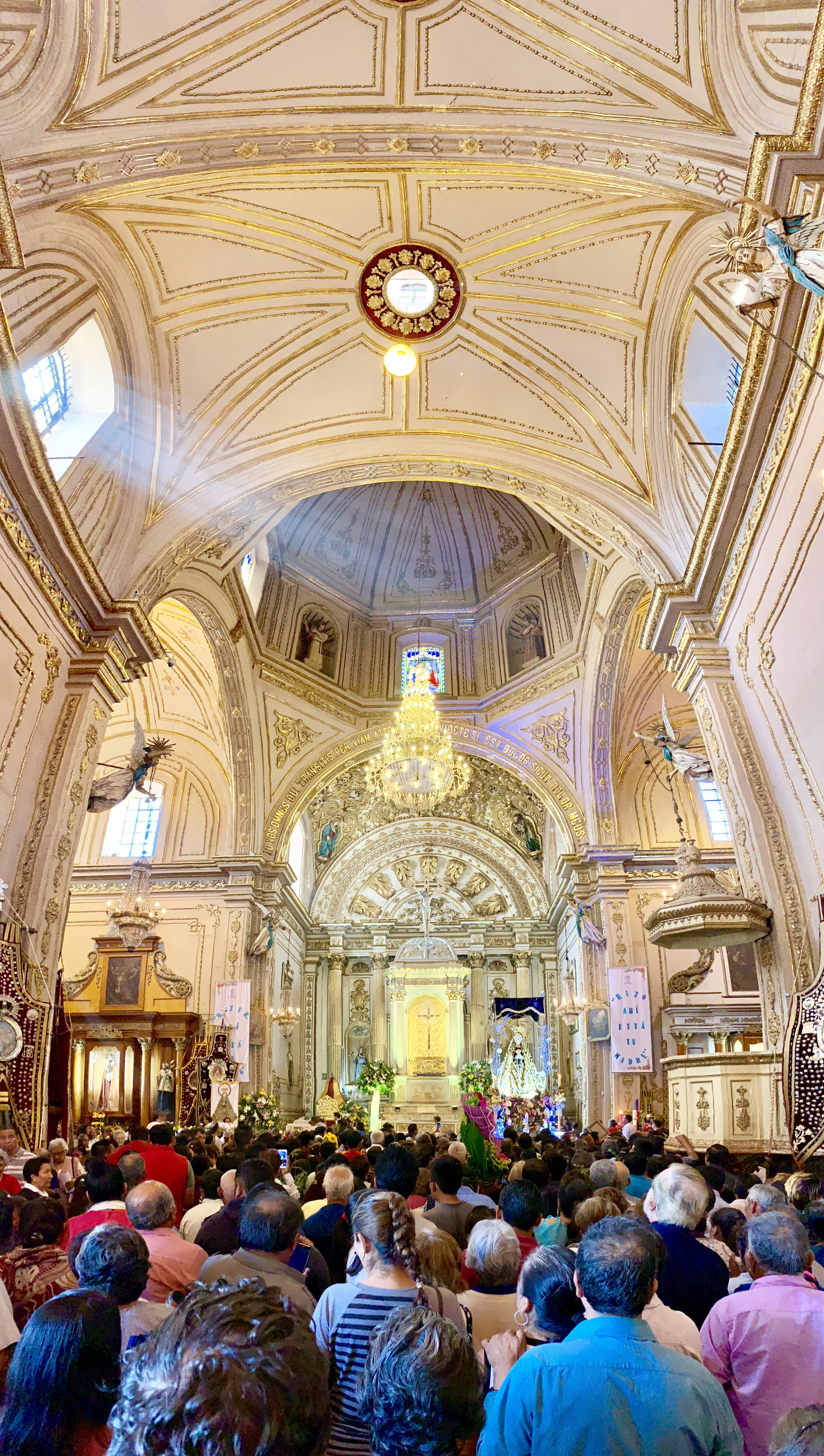
Interior de la nave

La Basílica de Nuestra Señora de la Soledad se localiza en la ciudad de Oaxaca de Juárez, al sureste de México. Fue construida entre 1682 y 1690, y es un santuario dedicado a la Virgen de la Soledad, patrona de la ciudad de Oaxaca. La construcción es de estilo barroco, y es característica su escasa altura, como una estrategia constructiva para prolongar la vida útil del templo, en una región donde los terremotos habían destruido para la fecha de su edificación varios edificios importantes. La Basílica de la Soledad forma parte del Centro Histórico de la Ciudad de Oaxaca, que fue declarado Patrimonio de la Humanidad por la Unesco, en el año 1987.

## La imagen
La historia de la imagen dice que 1543 (otras dicen que fue en 1617) un arriero con una recua de mulas iba de Veracruz con destino a Guatemala, y en los cerros cercanos a Oaxaca una mula cargada con una caja se unió a la recua. Al observar el arriero que nadie la reclamaba, siguió su camino y ya en la ciudad, al pasar a tomar agua, en los linderos de la ermita de San Sebastián en la ciudad de Antequera de Oaxaca, la mencionada mula se echó con la caja que cargaba y no hubo poder humano que la hiciera levantar y caminar. El arriero para no meterse en problemas, reportó a las autoridades en suceso, por lo que decidieron descargar la mula y abrir la caja, presenciando que contenía una imagen de Cristo resucitado y una cabeza de Virgen y un par de manos labradas y un rótulo que decía “Nuestra Señora de la Soledad al pie de la Cruz”. Descargaron la mula y ésta se levantó al no sentir peso, pero unos pasos después, cayó muerta. 
Ante estos hechos, se reportó a las autoridades eclesiásticas y el obispo fray Bartolomé de Bohórquez e Hinojosa, de la orden de los predicadores, ordenó la construcción de un templo para la Virgen María en su advocación de Nuestra Señora de la Soledad en la ciudad de Oaxaca. 
Nuestra Señora de la Soledad, además de ser patrona de Oaxaca, lo fue de los marinos que la llenaron de perlas. Esta imagen es de las más ricas del continente, pues sólo su corona de oro tiene 2 kg de este metal y 600 diamantes. Todos los óleos que cubren sus muros son obras de arte incalculable.
La imagen del Cristo resucitado, fue enviada a la Ermita de la Santa Veracruz, en el templo del Carmen de Arriba.

## Descripción

### La ermita inicial
Una vez que el rey concedió el título de ciudad a Oaxaca, se elevó en las inmediaciones del cerro del Fortín un pequeño santuario dedicado a San Sebastián mártir, como parte de la cofradía de San Sebastián y la Soledad de Nuestra Señora. El santuario dedicaba una capilla a la Virgen de la Soledad.

### La Basílica
Posteriormente el obispo ordenó que se le construyera un santuario al estilo barroco,  mismo que patrocinó Pedro Otálora y Carvajal y se inició, anexo al convento de las monjas agustinas recoletas de Santa Mónica en 1682 y se terminó en 1690, mismo que el obispo Sariñana y Cuenca consagró el 6 de septiembre de ese año. Posteriormente pasó a ser la Basílica de Nuestra Señora de la Soledad en Oaxaca. 
La Basílica de La Soledad posee una planta de cruz latina y tiene un diseño antisísmico, puesto que para cuando inició su construcción, algunos edificios de Oaxaca habían quedado arruinados por varios temblores que padeció la ciudad. 
El material esencial del edificio es la cantera verde, una piedra muy común en algunas partes de Oaxaca. En contraste, la magnificente portada fue realizada en cantera amarilla, y está ligeramente salida hacia el atrio del templo en comparación con los campanarios. El arquitecto fue el fraile betlemita Sebastián de San Felipe.
Esta portada fue construida entre 1717 y 1718 y tiene un diseño de biombo, y consta de tres cuerpos y Frontón; Al centro del primer cuerpo de la fachada encontramos el vano de acceso (un arco de medio punto con clave), las en juntas del vano con ciertos elementos fitomorfos y flanqueado por dos columnas de fuste estriado y capitel dórico, así como cuatro hornacinas con arcos poligonales y peana; donde encontramos la representación de San Pedro, San Pablo, San Agustín y Santa Rosa de Lima, esculturas flanqueadas por sendas columnas de fuste estriado y capiteles dóricos, resaltan así mismo en el primer cuerpo el uso de triglifos y metopas. En el segundo cuerpo de la portada del edificio, sobre la entrada principal, hay un relieve que representa a la Virgen María, arrodillada y llorosa, al pie de la Santa Cruz, un cráneo humano y pequeñas ramas de arbustos, representando la vida después de la muerte y al fondo un relieve del pueblo de Jerusalén. Se distinguen así dos pequeños ángeles a los costados, el primero de ellos que recuerda a la Verónica, por el manto con el rostro de Cristo en él, otro parece aludir al arcángel San Miguel, así como cuatro hornacinas de arco conopial y peanas; la representación en estos de Santa Ana, San Joaquín, San Juan Evangelista y Santa Lucia, enmarcados por columnas tritostilas y capitel jónico. Al centro del tercer cuerpo tenemos la puerta del coro (arco poligonal) a los costados la representación de la anunciación de la Virgen María, con el arcángel Gabriel de un lado y a la virgen hincada del otro, dos hornacinas con elementos de concha, representado en su interior por esculturas a San Sebastián y Santa Isabel, a los costados en dos pequeños relieves; la representación de San Nicolás Bari y San Nicolás Tolentino.E n el último cuerpo, un relieve alusivo a la Asunción de María.
En el interior encontramos muestras de la pintura barroca europea de la época; el éxtasis de San Agustín, María Magdalena, Santa Teresa, Santa Catalina mártir, San Jerónimo y Santa Úrsula.
Dos bóvedas de cañón cubren el edificio. En la unión de las bóvedas del transepto con la de la nave principal se levanta una cúpula ochavada, cuya superficie exterior está recubierta por azulejos. 

## La festividad
El 18 de diciembre, es su festividad de Nuestra Señora de la Soledad, iniciando con las mañanitas, con la participación de varias poblaciones oaxaqueñas, que el 17 de diciembre salieron en peregrinación de diversos sitios cercanos a la ciudad, tales como Tlacolutla, Ejutla, Ocotlán, Zimatlán y Zaachila, y que en la celebración  incluyen diversas danzas típicas, como son las danzas de los Negritos, El Tigre, de la Pluma, los Cuerudos, los Machetes, el Jarabe Mixteco, los Chenteños, las Chilenas, los Sones Costeños y el Fandango del Valle.